# Gianni Gola
Gianni Gola (Bagnolo San Vito, 22 maggio 1946) è un dirigente sportivo, generale ed ex martellista italiano.

## Biografia

### I primi anni nel mondo dello sport e delle Fiamme Gialle
Iniziò la sua carriera nel mondo dello sport da giovanissimo, nel 1960, quando cominciò a praticare l'atletica leggera ai campionati studenteschi. L'anno successivo si tesserò per la Libertas Mantova; nel 1963 gli venne assegnata una borsa di studio dal CONI e venne ammesso alla Scuola Nazionale di Atletica Leggera di Formia. Specializzato nel lancio del martello, nel 1965 conquistò il titolo di campione italiano juniores.
Dal 1966 al 1970 frequentò  l'Accademia della Guardia di Finanza, dalla quale uscì con il grado di tenente. La sua carriera di dirigente ebbe inizio nel 1972 nell'ambito delle Fiamme Gialle, delle quali fu dapprima comandante del gruppo sportivo di Ostia, mentre dal 1986, con il grado di colonnello, è comandante del Centro Sportivo della Guardia di Finanza.

### La dirigenza a livello nazionale e internazionale
Dal 1989 al 2004 Gianni Gola fu presidente della Federazione Italiana di Atletica Leggera. In precedenza, tra il 1975 e il 1989 aveva già ricoperto la carica di presidente regionale. Dal 1986 al 1997 fu presidente del Comitato Tecnico Permanente dell'atletica leggera presso il Conseil international du sport militaire (CISM), il Comitato Internazionale Sport Militari; dal 1994 fu presidente della Commissione Sportiva Permanente (fino al 1998) e membro del Comitato Esecutivo. Dal 1996 fu vice presidente in rappresentanza dell'Europa: rimase in carica fino al 1998, quanto fu nominato presidente del CISM. Il 26 maggio 2010, dopo aver lasciato al presidenza dopo tre mandati consecutivi, è stato eletto presidente onorario per acclamazione (primo nella storia del CISM).
Tra il 1989 e il 2004 fu membro della Giunta Nazionale del CONI; dal 1991 al 1993 e dal 1997 al 1999 fu anche membro della Commissione Nazionale del Comitato. Dal 1999 al 2003 è stato membro del Consiglio della European Athletics Association e dal 2001 al 2003 di quello della IAAF.
All'interno del Comitato Olimpico Internazionale, dal 2000 è membro della International Olympic Truce Foundation (Fondazione Internazionale per la Tregua Olimpica), un organismo che ha come obiettivo la promozione della pace attraverso lo sport, mentre dal 2003 è membro della Sports for All Commission (Commissione "Sport per Tutti"), commissione che tutela il diritto allo sport e all'attività fisica per tutti gli esseri umani.